# Lijst van personen overleden in augustus 2018
Dit is een lijst van bekende personen die zijn overleden in augustus 2018.

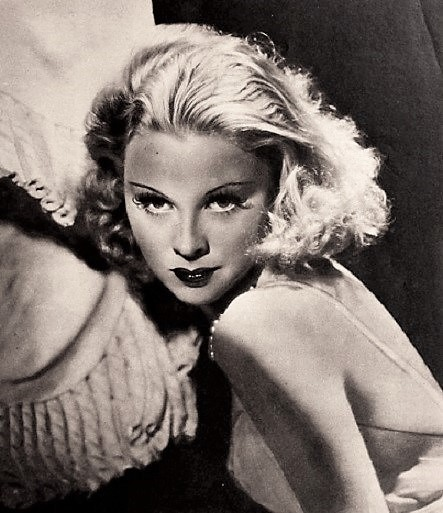
Mary Carlisle
1 augustus

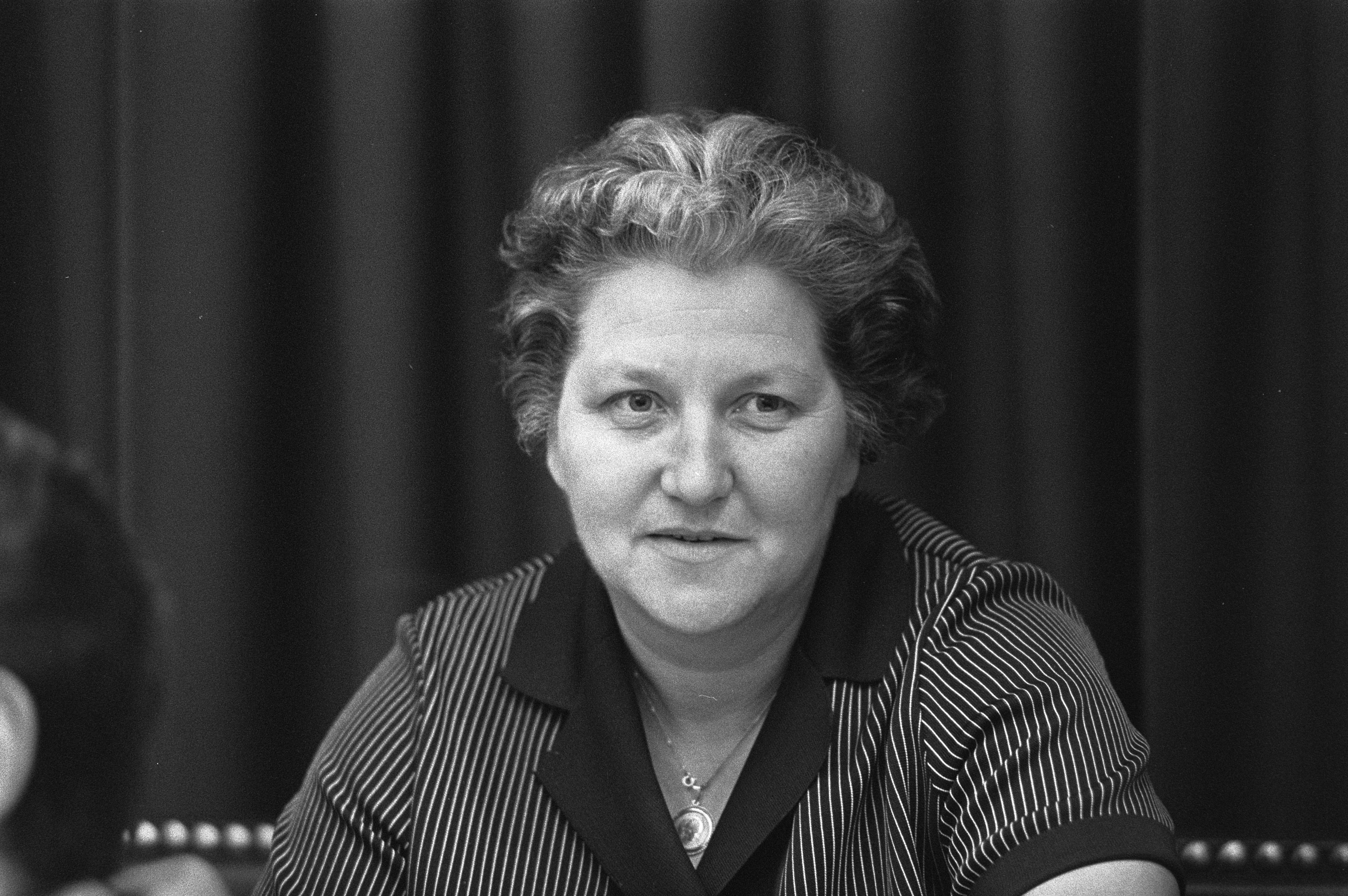
Hannie van Leeuwen
1 augustus

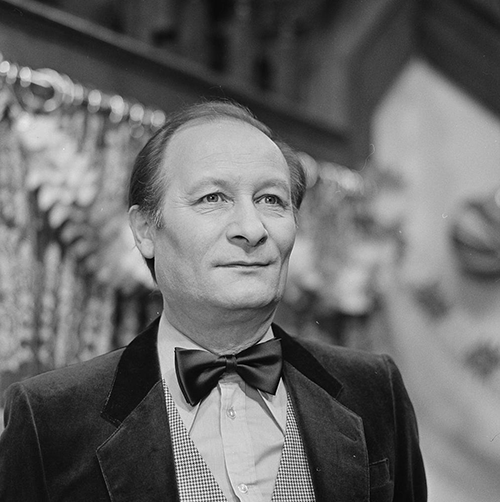
Cor van Rijn
4 augustus

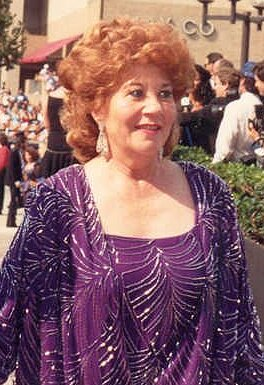
Charlotte Rae
5 augustus

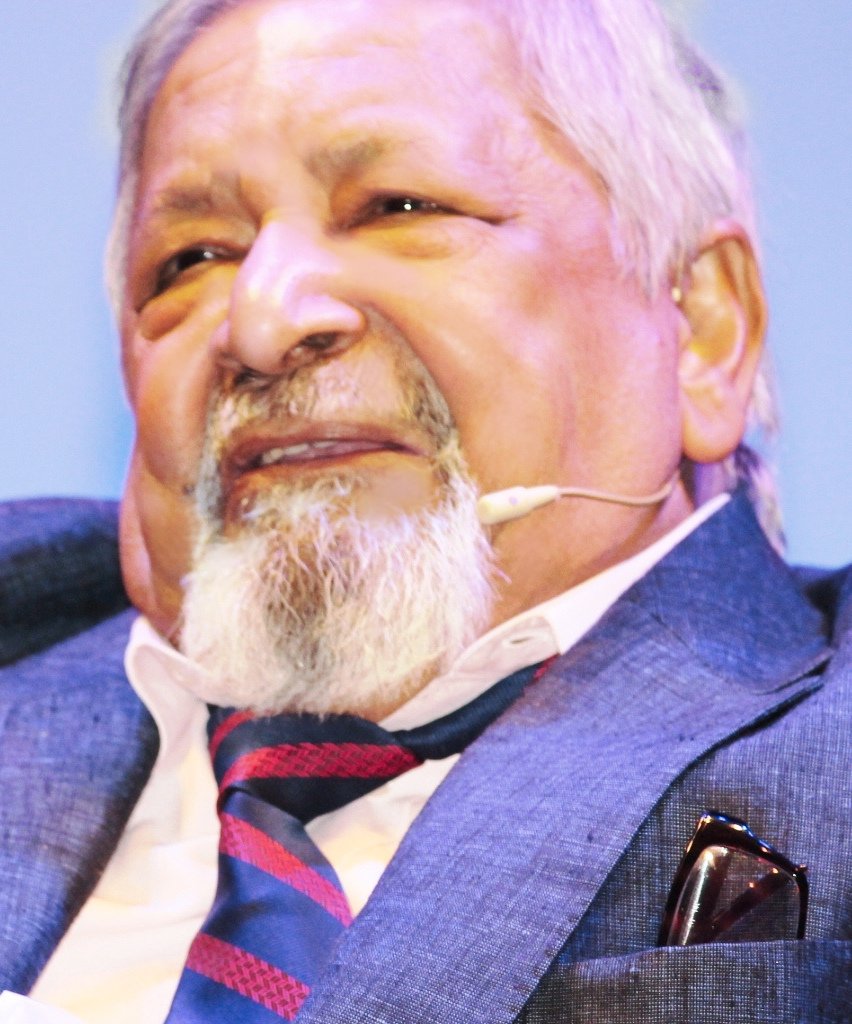
V.S. Naipaul
11 augustus

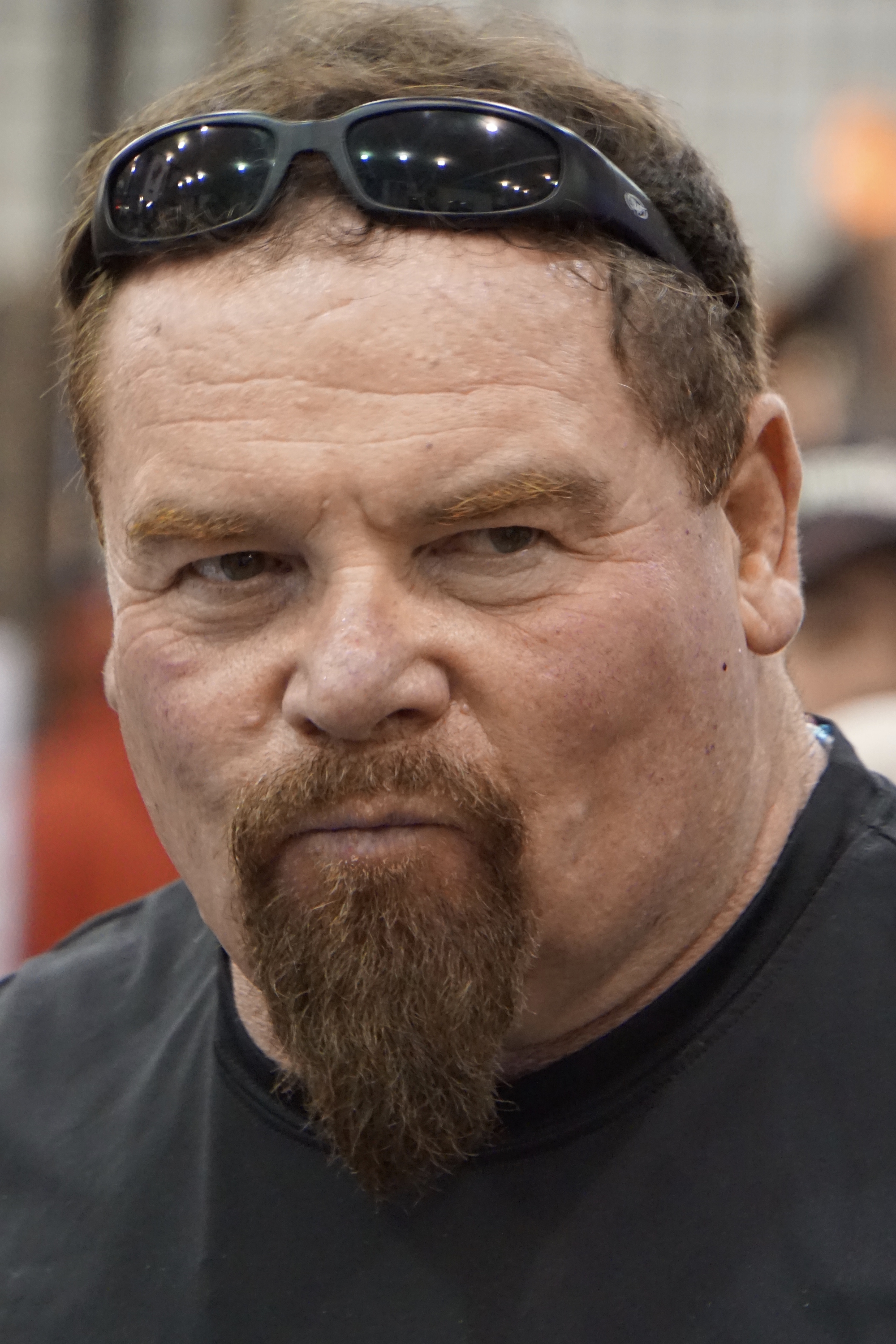
Jim Neidhart
13 augustus

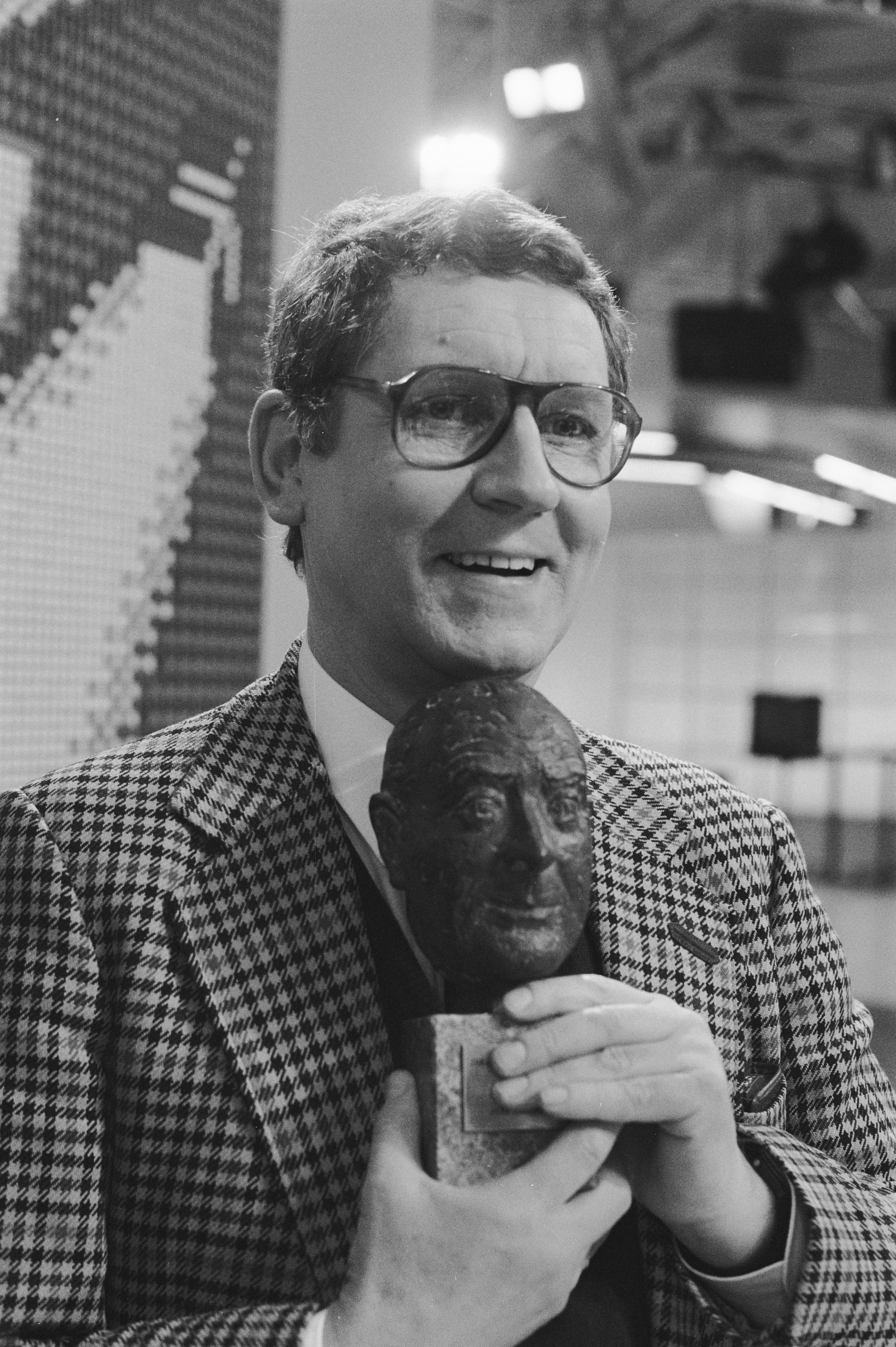
John Lanting
15 augustus

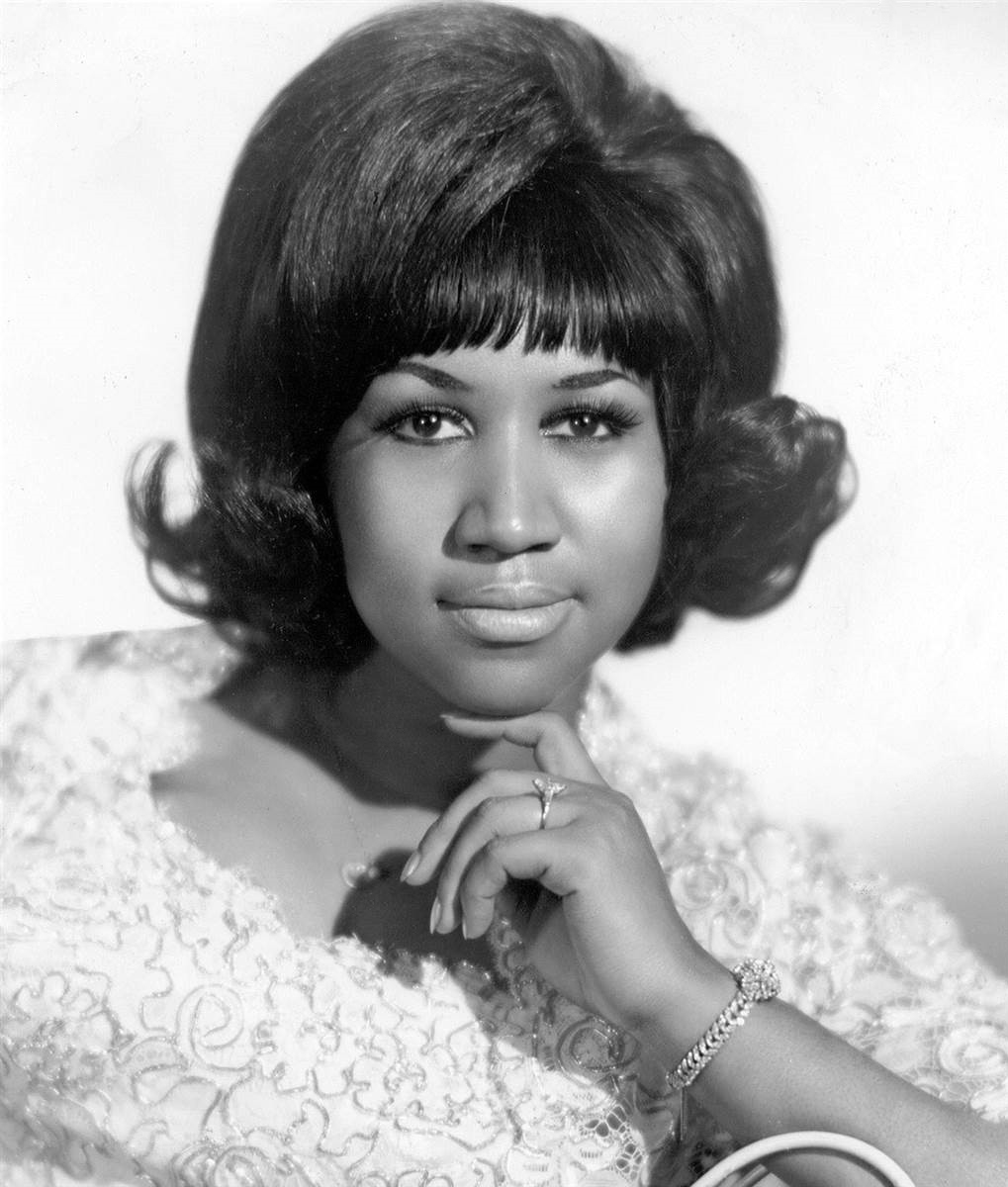
Aretha Franklin
16 augustus

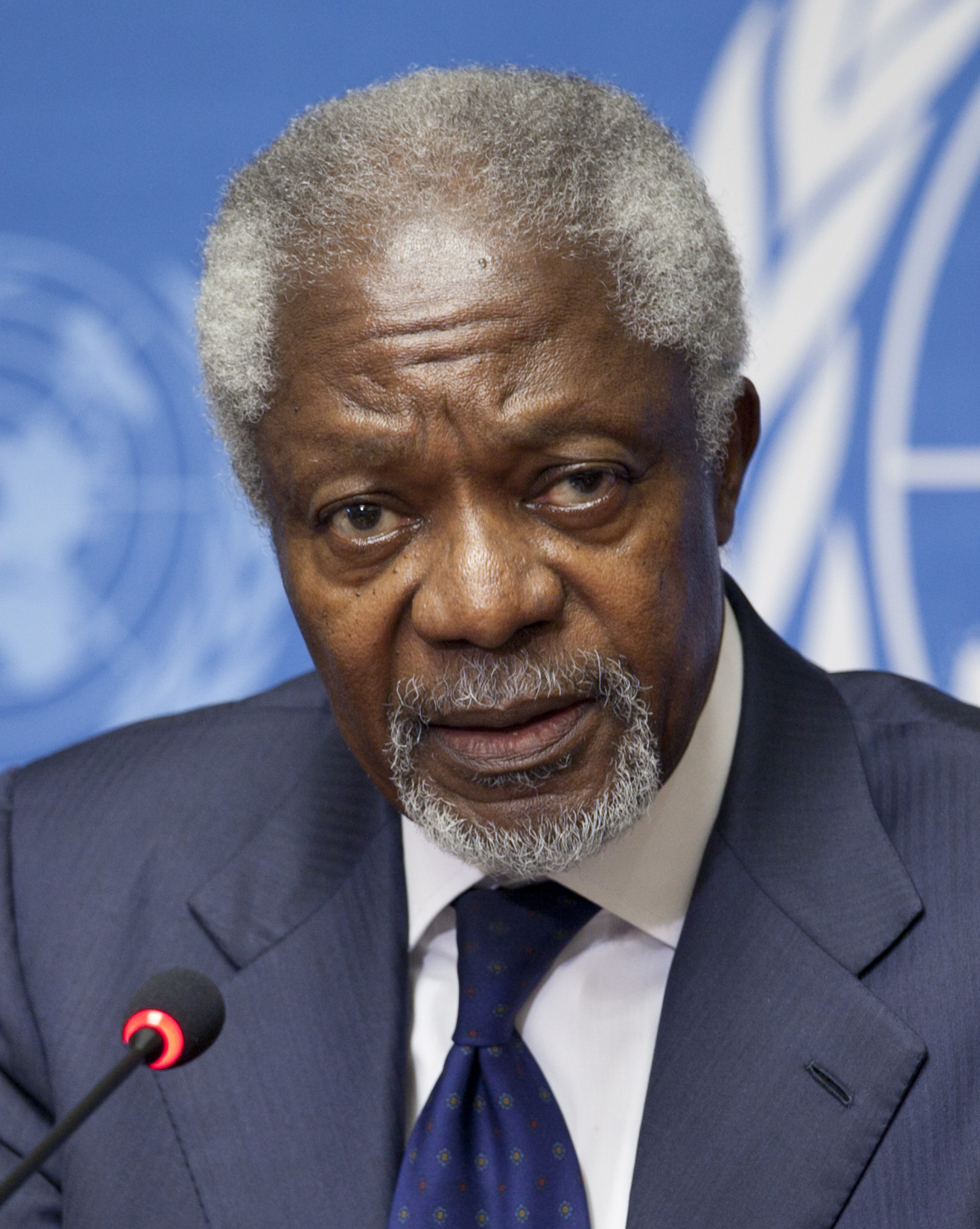
Kofi Annan
18 augustus

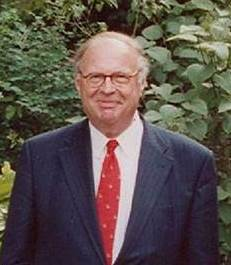
Henk Wesseling
18 augustus

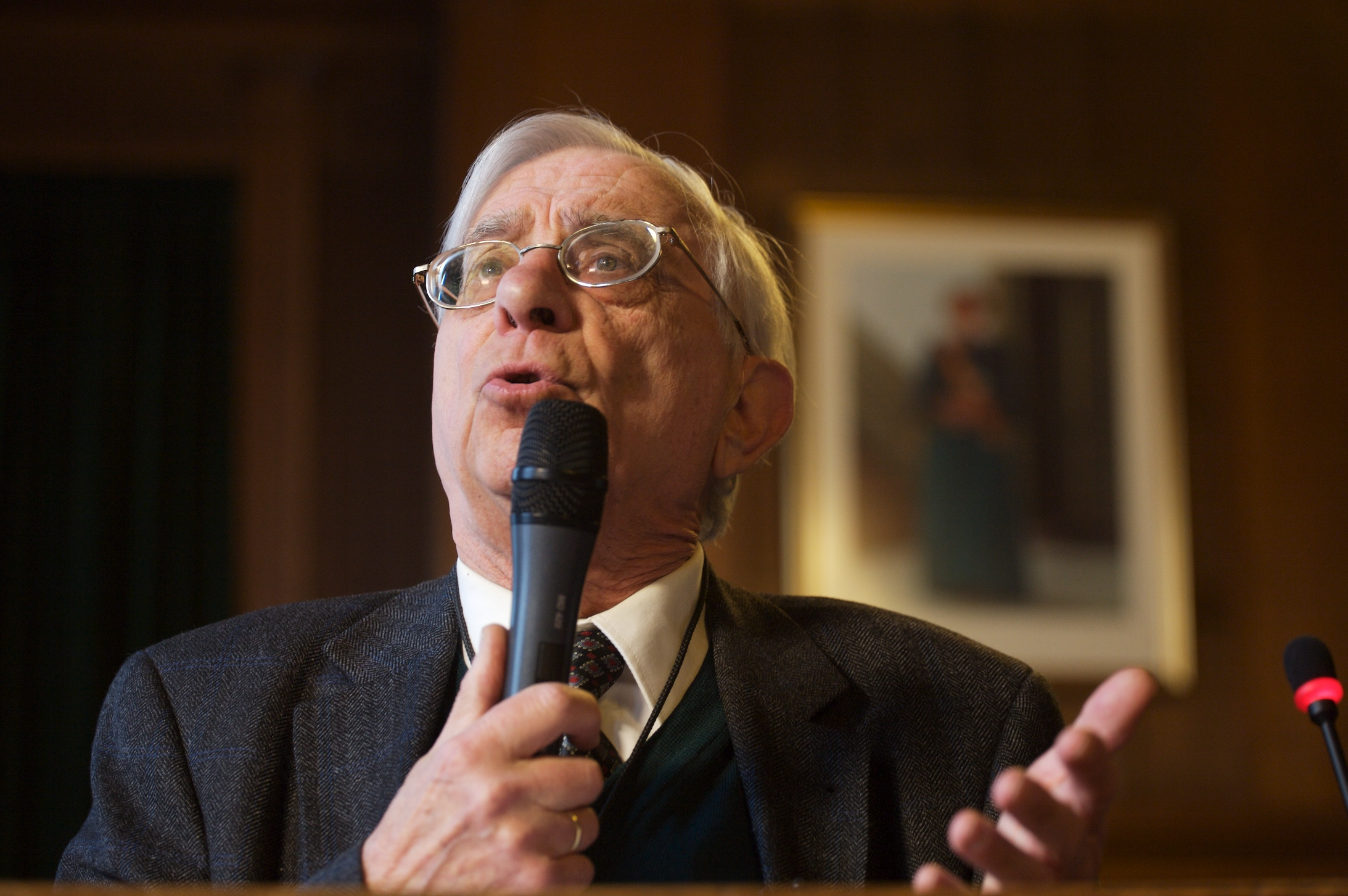
Hermann von der Dunk
22 augustus

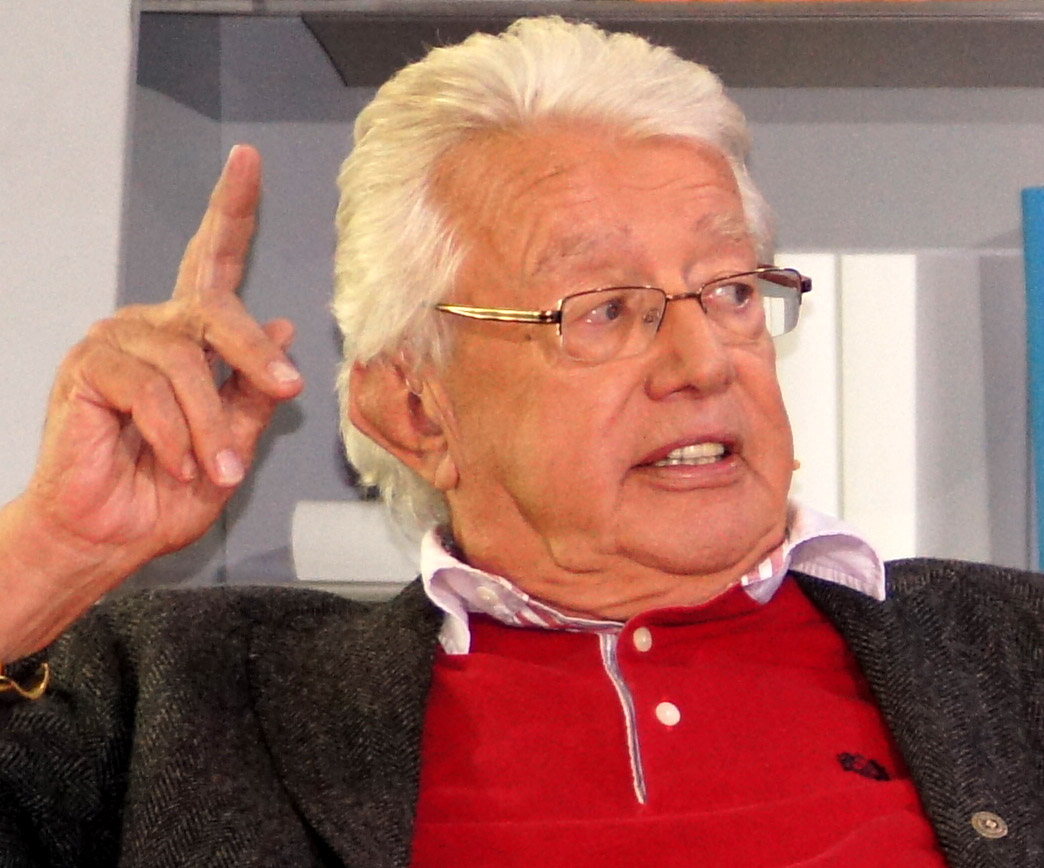
Dieter Thomas Heck
23 augustus

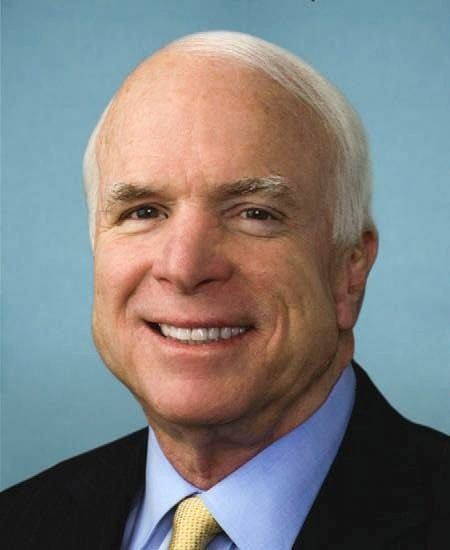
John McCain
25 augustus

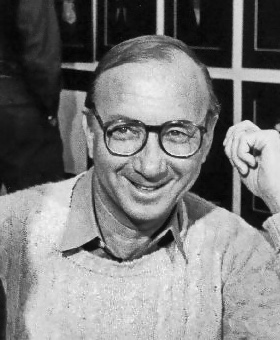
Neil Simon
26 augustus

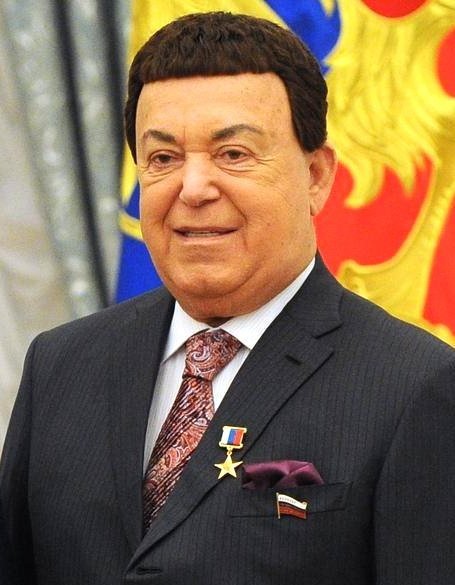
Iosif Kobzon
30 augustus

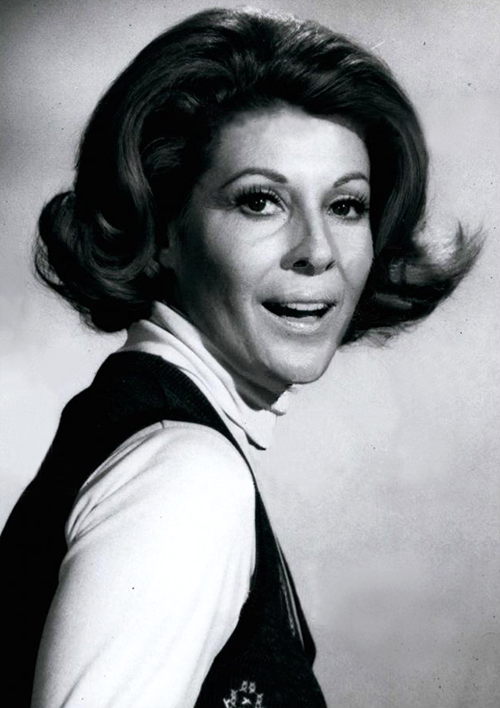
Susan Brown
31 augustus

| 1 | 2 | 3 | 4 | 5 | 6 | 7 | 8 | 9 | 10 | 11 | 12 | 13 | 14 | 15 | 16 | 17 | 18 | 19 | 20 | 21 | 22 | 23 | 24 | 25 | 26 | 27 | 28 | 29 | 30 | 31 |
| - | - | - | - | - | - | - | - | - | -- | -- | -- | -- | -- | -- | -- | -- | -- | -- | -- | -- | -- | -- | -- | -- | -- | -- | -- | -- | -- | -- |

### 1 augustus
- Mary Carlisle (104), Amerikaans actrice[1]
- Rick Genest (32), Canadees model en kunstenaar[2]
- Hannie van Leeuwen (92), Nederlands politica[3]
- Fakir Musafar (87), Amerikaans fakir[4]
- Celeste Rodrigues (95), Portugese fadozangeres[5]

### 2 augustus
- Bas Kolbach (82), Nederlands burgemeester[6]
- Armand de Las Cuevas (50), Frans wielrenner[7]
- Hennie Marinus (79), Nederlands wielrenner[8]
- Daan Schrijvers (76), Nederlands voetballer[9]

### 3 augustus
- Moshé Mizrahi (86), Israëlisch filmregisseur[10]
- Tommy Peoples (70), Iers violist[11]

### 4 augustus
- Lorrie Collins (76), Amerikaans country-, rockabilly- en rock-and-roll-zangeres[12]
- Cor van Rijn (89), Nederlands acteur[13]

### 5 augustus
- Barry Chuckle (73), Brits entertainer[14]
- Charlotte Rae (92), Amerikaans actrice[15]
- Sultan H. Adji Muhammad Salehuddin II (93), Indonesisch sultan[16]
- Matthew Sweeney (65), Iers dichter[17]
- Piotr Szulkin (68), Pools filmregisseur, acteur en schrijver[18]

### 6 augustus
- Patricia Benoit (91), Amerikaans actrice[19]
- Robert Dix (83), Amerikaans acteur[20]
- Paul Laxalt (96), Amerikaans politicus, senator en gouverneur[21]
- Winston Ntshona (76), Zuid-Afrikaans acteur[22]
- Joël Robuchon (73), Frans chef-kok[23]

### 7 augustus
- Nicholas Bett (28), Keniaans atleet[24]
- Olaf van Boetzelaer (75), Nederlands rechtsgeleerde en politicus[25]
- Siny van Iterson (98), Antilliaans-Nederlands jeugdboekenschrjfster[26]
- Stan Mikita (78), Slowaaks-Canadees ijshockeyer[27]
- Carlos Otero (92), Venezolaans tenor[28]

### 8 augustus
- Willie Dille (53), Nederlands politica[29]
- Jarrod Lyle (36), Australisch golfspeler[30]
- José Luis Sánchez (92), Spaans beeldhouwer[31]
- Bert Verwelius (64), Nederlands vastgoedondernemer[32]

### 9 augustus
- Manfred Melzer (74), Duits bisschop[33]

### 10 augustus
- Lilian Cox (111), Amerikaans supereeuwelinge[34]
- Árpád Fazekas (88), Hongaars voetbaldoelman[35]

### 11 augustus
- V.S. Naipaul (85), Brits schrijver[36]

### 12 augustus
- Samir Amin (86), Egyptisch-Frans econoom[37]

### 13 augustus
- Zvonko Bego (77), Joegoslavisch voetballer[38]
- Paul Coppejans (84), Belgisch atleet[39]
- Pieter Moerenhout (88), Nederlands mede-oprichter van het Nederlands Muziekinstrumenten Fonds[40]
- Jim Neidhart (63), Amerikaans professioneel worstelaar[41]
- Unshō Ishizuka (67), Japans stemacteur[42]

### 14 augustus
- Edoeard Oespenski (80), Russisch kinderboekenschrijver[43]
- Alberto Tosca (63), Cubaans zanger, componist en gitarist[44]
- Mario Trebbi (78), Italiaans voetballer[45]
- Arie Verberk (75), Nederlands econoom en topman[46]
- Hugo van Zuylen van Nijevelt (88), Nederlands ondernemer[47]

### 15 augustus
- Arnold van den Berg (83), Nederlands burgemeester[48]
- Henk de Kort (84), Nederlands veehouder en burgemeester[49]
- John Lanting (88), Nederlands acteur, regisseur en theaterproducent[50]
- Marisa Porcel (74), Spaans actrice[51]
- John Shipley Rowlinson (92), Brits scheikundige[52]
- Momoko Sakura (53), Japans mangaka[53]
- Jelena Sjoesjoenova (49), Russisch turnster en sportorganisatrice[54]
- Abu Bakr al-Jazairi (97), Algerijns islamgeleerde[55]

### 16 augustus
- Atal Bihari Vajpayee (93), Indiaas premier[56]
- Jaap Brugman (83), Nederlands stemacteur[57]
- Aretha Franklin (76), Amerikaans soulzangeres[58]
- Kim Yŏng-ch’un (82), Noord-Koreaans minister[59]
- Marc Verstraete (93), Belgisch arts en hoogleraar[60]

### 17 augustus
- Leonard Boswell (84), Amerikaans politicus[61]

### 18 augustus
- Kofi Annan (80), Ghanees diplomaat en bestuurder[62]
- Van Doude (92), Nederlands film- en toneelacteur[63]
- Henk Wesseling (81), Nederlands historicus[64]
- Sies Wever (71), Nederlands voetballer[65]

### 19 augustus
- Khaira Arby (59), Malinees zangeres[66]
- Margareta Niculescu (92), Roemeens marionettenspeelster, regisseur en criticus van het poppentheater[67]
- Ghislain Van Royen (101), Belgisch auteur[68]

### 20 augustus
- Uri Avnery (94), Israëlisch journalist, schrijver, politiek activist en parlementslid[69]
- Brian Murray (80), Amerikaans acteur en regisseur[70]

### 21 augustus
- Barbara Harris (83), Amerikaans actrice[71]
- Stefán Karl Stefánsson (43), IJslands acteur[72]

### 22 augustus
- Hermann von der Dunk (89), Nederlands historicus[73]
- Inger Hollebeek (46), Nederlands schrijfster en fotograaf[74]
- Ed King (68), Amerikaans muzikant[75]

### 23 augustus
- Arcabas (91), Frans schilder en beeldhouwer[76]
- Yves Bescond (94), Frans bisschop[77]
- Dieter Thomas Heck (80), Duits presentator en schlagerzanger[78]
- Krishna Reddy (93), Indiaas beeldhouwer en graficus[79]
- George Walker (96), Amerikaans componist[80]

### 24 augustus
- Claudiomiro (68), Braziliaans voetballer[81]
- Bert Eikelboom (71), Nederlands vaatchirurg[82]
- Tom Frost (82), Amerikaans bergbeklimmer[83]
- Jeff Lowe (67), Amerikaans bergbeklimmer[84]
- Javier Otxoa (43), Spaans wielrenner[85]
- Aleksej Paramonov (93), Russisch voetballer en voetbalcoach[86]

### 25 augustus
- Lindsay Kemp (80), Brits danser, acteur, mimespeler, choreograaf[87]
- John McCain (81), Amerikaans senator[88]
- James Reineking (80), Amerikaans beeldhouwer en tekenaar[89]

### 26 augustus
- Martin van Beek (58), Nederlands politicus[90]
- Inge Borkh (97), Duits sopraan[91]
- Ilse Bulhof (86), Nederlands filosofe[92]
- Ruth Finley (98), Amerikaans modeontwerpster[93]
- Neil Simon (91), Amerikaans toneelschrijver[94]

### 27 augustus
- Marten Bierman (78), Nederlands politicus[95]
- Murray Westgate (100), Canadees acteur[96]

### 28 augustus
- Bert Diddens (89), Nederlands natuurkundige[97]
- Tim Visterin (77), Belgisch cabaretier, zanger en muziekuitgever[98]

### 29 augustus
- François Konter (83), Luxemburgs voetballer[99]
- Erich Lessing (95),  Oostenrijks fotograaf[100]
- James Mirrlees (82), Brits econoom en Nobelprijswinnaar[101]
- Robert Stern (84), Amerikaans componist en muziekpedagoog[102]

### 30 augustus
- Iosif Kobzon (80), Russisch zanger[103]
- Vanessa Marquez (49), Amerikaans actrice[104]
- Marie Severin (89), Amerikaans striptekenaarster[105]

### 31 augustus
- Susan Brown (86), Amerikaans actrice[106]
- Gloria Jean (92), Amerikaans actrice en zangeres[107]
- Elmar Pieroth (83), Duits senator[108]
- Carole Shelley (79), Brits actrice[109]
- Philip Short (58), Iers schaker[110]
- Amanda Kyle Williams (61), Amerikaans schrijfster[111]
- David Yallop (81), Brits schrijver[112]
- Aleksandr Zachartsjenko (42), Oekraïens pro-Russisch politicus en separatistenleider[113]

januari ·
februari ·
maart ·
april ·
mei ·
juni ·
juli ·
augustus ·
september ·
oktober ·
november ·
december
1900 ·
1901 ·
1902 ·
1903 ·
1904 ·
1905 ·
1906 ·
1907 ·
1908 ·
1909 ·
1910 ·
1911 ·
1912 ·
1913 ·
1914 ·
1915 ·
1916 ·
1917 ·
1918 ·
1919 ·
1920 ·
1921 ·
1922 ·
1923 ·
1924 ·
1925 ·
1926 ·
1927 ·
1928 ·
1929 ·
1930 ·
1931 ·
1932 ·
1933 ·
1934 ·
1935 ·
1936 ·
1937 ·
1938 ·
1939 ·
1940 ·
1941 ·
1942 ·
1943 ·
1944 ·
1945 ·
1946 ·
1947 ·
1948 ·
1949 ·
1950 ·
1951 ·
1952 ·
1953 ·
1954 ·
1955 ·
1956 ·
1957 ·
1958 ·
1959 ·
1960 ·
1961 ·
1962 ·
1963 ·
1964 ·
1965 ·
1966 ·
1967 ·
1968 ·
1969 ·
1970 ·
1971 ·
1972 ·
1973 ·
1974 ·
1975 ·
1976 ·
1977 ·
1978 ·
1979 ·
1980 ·
1981 ·
1982 ·
1983 ·
1984 ·
1985 ·
1986 ·
1987 ·
1988 ·
1989 ·
1990 ·
1991 ·
1992 ·
1993 ·
1994 ·
1995 ·
1996 ·
1997 ·
1998 ·
1999 ·
2000 ·
2001 ·
2002 ·
2003 ·
2004 ·
2005 ·
2006 ·
2007 ·
2008 ·
2009 ·
2010 ·
2011 ·
2012 ·
2013 ·
2014 ·
2015 ·
2016 ·
2017 ·
2018 ·
2019 ·
2020 ·
2021 ·
2022 ·
2023 ·
2024 ·
2025